# Taeke Cnossen

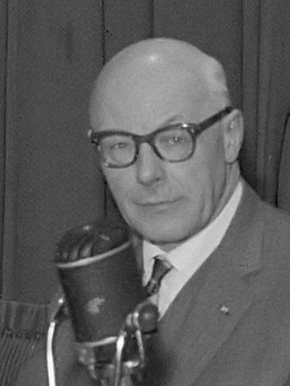
Taeke Cnossen (1961)

Taeke Cnossen (Idzega, 20 juni 1896 - Leeuwarden, 12 januari 1988) was een Nederlandse journalist.
Op achttienjarige leeftijd maakte Cnossen zijn eerste reis naar de Verenigde Staten, in 1924 en 1929 reisde hij door Canada, samen met de in Nederland bekende Christian Reformed predikant dr. Henry Beets. Hij was redacteur bij het gereformeerde Friesch Dagblad (1919-1921) en het antirevolutionaire dagblad De Standaard (1921-1943).
Cnossen was een van de medeoprichters (samen met prof. dr. A.A. van Schelven) van de Gereformeerde Emigratie Vereeniging (GEV), opgericht op 23 november 1927. Na een reorganisatie ging de GEV op een bredere protestants-christelijke basis verder als de Christelijke Emigratie Centrale (CEC), vanaf 5 februari 1938. Na de Tweede Wereldoorlog zou de CEC een groot aandeel hebben in de begeleiding en organisatie van de Nederlandse landverhuizing naar met name Canada, Australië en de Verenigde Staten, waar procentueel gezien veel gereformeerden heentrokken.
In september 1946 werd Cnossen directeur van de Centrale Stichting Landbouw Emigratie (CSLE), maar hij bleef actief binnen de CEC. Hij zou zich samen met Abraham Warnaar (1893-19xx) tot april 1965 een enthousiast en flamboyant leider van deze emigratiecentrale betonen. Zijn oudste dochter Akke (1923-2017) trouwde in 1955 met Kees Verplanke.

## Onderscheiding
- Officier in de Orde van Oranje-Nassau, 1952

## Publicaties
- Dwars door Canada (1927)
- ‘Emigratie’, Antirevolutionaire Staatkunde. Orgaan van de Dr. Abraham Kuyperstichting 6 (1930) 304-310.
- Canada. Land van vrijheid, ruimte en ontplooiing (Wageningen: Zomer en Keuning, 1951)
- Emigratie, waarom en waarheen? (Zeist: Dijkstra, 1952)
- Australië en Nieuw-Zeeland, samen met M. Apperloo (Wageningen: Zomer en Keuning, 1954)
- Emigratie van agrariërs, samen met J.M.A. Penders (Den Haag, 1955)
- Mensen en meningen. Journalistieke en politieke herinneringen (Amsterdam, 1968)